# Lobe den Herrn, meine Seele, BWV 69a

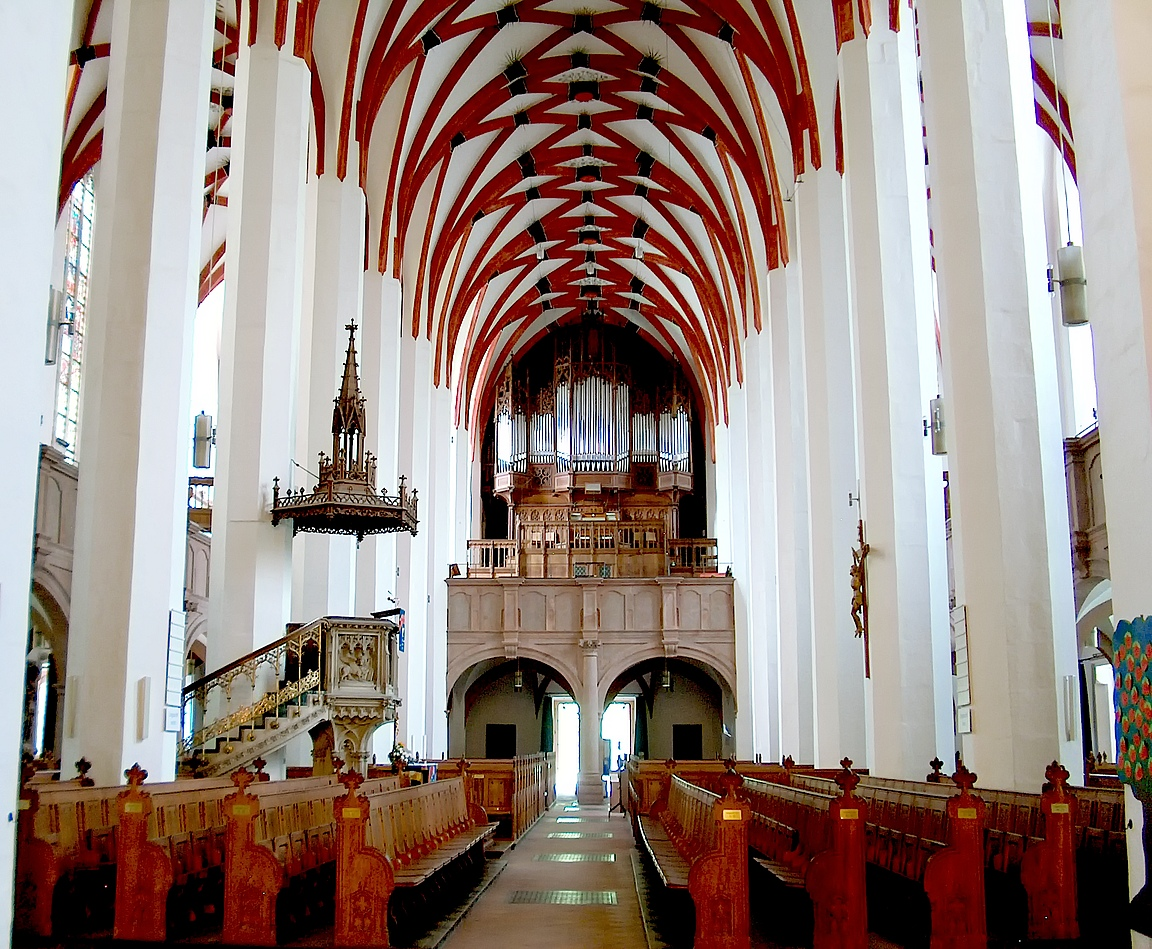
Thomaskirche, Leipzig.

Lobe den Herrn, meine Seele, BWV 69a (Alaba al Señor, alma mía) es una cantata de iglesia escrita por Johann Sebastian Bach para el decimosegundo domingo después de la Trinidad y estrenada el 15 de agosto de 1723.

## Historia
Bach compuso esta pieza para el decimosegundo domingo después de la festividad de la Trinidad. Forma parte de su primer ciclo anual de cantatas corales que había iniciado después de la Trinidad de 1723. La cantata fue interpretada por primera vez el 15 de agosto de 1723. Una nueva interpretación tuvo lugar hacia 1727, para la que Bach revisó la instrumentación de un aria. En sus últimos años utilizó esta obra para elaborar la cantata Lobe den Herrn, meine Seele, BWV 69 para la inauguración de un consejo municipal en la iglesia, ceremonia también conocida como Ratswahl.

## Análisis

### Texto
Las lecturas establecidas para ese día eran de la segunda epístola a los corintios, el ministerio del espíritu (2 Corintios 3:4-11) y del evangelio según San Marcos, la curación de un sordomudo (Marcos 7:31-37).
El poeta desconocido hizo referencia al evangelio, pero vio en la curación de manera más general a Dios constantemente haciendo el bien para el hombre.
El coro inicial está tomado de Salmos 103:2, "Bendice, alma mía, al Señor, y no olvides ninguno de sus beneficios". El poema alude a "hablar" en varias ocasiones, en relación con la capacidad de hablar del hombre curado: "¡Ah, que tenía un millar de lenguas" (movimiento 2), "Mi alma, levántate, habla" (movimiento 3) y "Mi boca es débil, mi lengua incapaz para hablar de Su alabanza y honor" (movimiento 4). Varios movimientos se basan en palabras de una cantata de Johann Oswald Knauer, publicada en 1720 en Gott-geheiligtes Singen und Spielen des Friedensteinischen Zions en Gotha. El coral final recoge el tema en la sexta estrofa del himno "Was Gott tut, das ist wohlgetan" (Lo que hace Dios, está bien hecho) escrito por Samuel Rodigast en 1675.

### Instrumentación
La obra está escrita para cuatro voces solistas (soprano, alto, tenor y bajo), un coro a cuatro voces; tres trompetas, timbales, tres oboes, oboe da caccia, oboe d'amore, flauta dulce, fagot, dos violines, viola y bajo continuo. La cantata es festivamente orquestada para expresar la alabanza del texto.

### Estructura
Consta de seis movimientos.
1. Coro: Lobe den Herrn, meine Seele
2. Recitativo (soprano): Ach, daß ich tausend Zungen hätte!
3. Aria (tenor): Meine Seele, auf, erzähle
4. Recitativo (alto): Gedenk ich nur zurück
5. Aria (bajo): Mein Erlöser und Erhalter
6. Coral: Was Gott tut, das ist wohlgetan, darbei will ich verbleiben

Bach reflejó la dualidad en las palabras del salmo en el coro inicial mediante la creación de una doble fuga. Ambos temas del movimiento en re mayor se manejan por separado primero y luego combinados. En la primera aria, un movimiento pastoral, el tenor es acompañado por oboe da caccia, flauta y fagot. En una versión posterior hacia 1727 Bach cambió la instrumentación a alto, oboe y violín, posiblemente debido a que no tenía a sus disposición intérpretes para la orquestación original del viento madera. En la segunda aria el contraste de Leiden (sufrimiento) y Freuden (alegría) es expresado mediante coloraturas cromáticas, primero descendentes y luego ascendentes. El coral de cierre es el mismo que el de la cantata Weinen, Klagen, Sorgen, Zagen, BWV 12 de 1714, aunque sin motivo aparente no aparece el violín obbligato.

## Discografía selecta
De esta pieza se han realizado una serie de grabaciones entre las que destacan las siguientes.
- 1977 – J.S. Bach: Das Kantatenwerk Vol. 4. Nikolaus Harnoncourt, Tölzer Knabenchor, Concentus Musicus Wien, solista del Tölzer Knabenchor, Paul Esswood, Kurt Equiluz, Ruud van der Meer (Teldec)
- 1997 – J.S. Bach: Complete Cantatas Vol. 6. Ton Koopman, Amsterdam Baroque Orchestra & Choir, Ruth Ziesak, Elisabeth von Magnus, Paul Agnew, Klaus Mertens (Antoine Marchand)
- 1999 – J.S. Bach: Cantatas Vol. 13. Masaaki Suzuki, Bach Collegium Japan, Yoshie Hida, Kirsten Sollek-Avella, Makoto Sakurada, Peter Kooy (BIS)
- 1999 – Edition Bachakademie Vol. 140. Helmuth Rilling, Gächinger Kantorei, Bach-Collegium Stuttgart, Sibylla Rubens, Anke Vondung, Marcus Ullmann (Hänssler)
- 2000 – Bach Cantatas Vol. 6. John Eliot Gardiner, Monteverdi Choir, English Baroque Soloists, Katharine Fuge, Robin Tyson, Christoph Genz, Peter Harvey (Soli Deo Gloria)